# Orca Peak
Der Orca Peak (englisch für Schwertwalspitze) ist ein 395 m (nach britischen Angaben 275 m) hoher Berg an der Nordküste Südgeorgiens. Er ragt westlich von Grytviken auf.
Sein Name erscheint erstmals 1930 auf einer Karte der britischen Admiralität. Der weitere Benennungshintergrund ist nicht überliefert.